# Pilanus
Genre
Pilanus est un genre de pseudoscorpions de la famille des Chernetidae.

## Distribution
Les espèces de ce genre se rencontrent en Afrique de l'Est et en Afrique de l'Ouest.

## Liste des espèces
Selon Pseudoscorpions of the World (version 3.0) :
- Pilanus pilatus Beier, 1930
- Pilanus pilifer Beier, 1930
- Pilanus proximus Beier, 1955

## Publication originale
- Beier, 1930 : Nuovi pseudoscorpioni dell'Africa tropicale. Bollettino del Laboratorio di Zoologia Generale e Agraria del R. Istituto Superiore Agrario in Portici, vol. 25, p. 44-48.